# V5电子竞技俱乐部
V5电子竞技俱乐部（英語：Victory Five，简称V5）是一家成立于澳门的电子竞技职业俱乐部。它由澳门电子竞技总会会长，亿万富翁赌场大亨何鸿燊的儿子何猷君所有。俱乐部目前拥有英雄联盟以及和平精英分部，前绝地求生分部及PCL名额转让至NewHappy电子竞技俱乐部。

## 英雄联盟

### 历史
Victory Five于2018年11月30日申请加入英雄联盟职业联赛（LPL）并得到批准，正式进入英雄联盟领域。由于新赛季LPL席位由14个增加到了16个，Victory Five和SinoDragon Gaming（现Dominus Esports）一同加入了联赛。V5新赛季名单包括上单林辰佑（Lim Jin-woo）（ID：Jinoo）、打野涂欣成（ID：Ben4）、胡志威（ID：Pepper）、中单雷文（ID：Corn）、下路王弄墨（ID：y4）、辅助乐毅（ID：Ley）以及尹韩吉（Yun Han-gil）（ID：Road），主教练蔡学裕（ID：DOG8）。队伍在2019年LPL春季赛上4胜11负排在第13位。
Victory Five在2019年LPL夏季赛替换了除了Ben4和y4的整个阵容。2019年5月23日，Jinoo被交易至Edward Gaming，换来了中路“小东北”李昊炎（ID：Mole）。两天后，即5月25日，V5宣布上单黄浩（ID：Aliez）、中单陶享（ID：Windy）以及辅助李孝强（ID：Max）从V5的87人名单中被选中。
然而在2020LPL春季賽中，Victory Five戰隊十六連敗，儘管在於LNG戰隊對戰中贏下一小局，但仍然成為了LPL歷史中唯一未贏過bo3的隊伍。
而到了夏季賽前的轉會期，V5重組以中單Mole為核心的全新陣容，從Suning的英雄聯盟分部中購入上單選手BiuBiu，打野選手WeiWei，而ad選手為Gen.G的青訓生SamD。輔助則為FPB(Funplus Phoneix的青訓隊)的選手ppgod。
夏季賽開始後，重組後的V5一飛沖天，從倒數第一一度跳躍至前三甲，在7月13日對陣Top Esports的比賽中，以2-1的比分擊敗了後者，而Top Esports此前還是常規賽第一保持八連勝的不敗隊伍。由於V5的成績實力亮眼，被網友們稱之為“大威天龍”。常規賽以11-5成績排名第五，進入季後賽。季後賽首輪以3-1的比分擊敗S9世界冠軍FPX，然而在季後賽第二輪的比賽被Suning以3-1的比分擊敗。由於積分不足，無法進入冒泡賽，意味著V5戰隊失去了參加2020年全球總決賽的資格。

## 成员名单

### 比赛成绩
| 排名   | 比赛          | 最终成绩 |
| ------ | ------------- | -------- |
| 第13名 | 2019LPL春季赛 | 4胜11负  |
| 第13名 | 2019LPL夏季赛 | 5胜10负  |
| 第17名 | 2020LPL春季赛 | 0胜16负  |
| 第5名  | 2020LPL夏季赛 | 11胜5负  |
| 第12名 | 2021LPL春季赛 | 6胜10负  |
| 第17名 | 2021LPL夏季赛 | 0胜16负  |
| 第1名  | 2022LPL春季赛 | 14胜2负  |

## 绝地求生

### 成员名单
| 国籍 | ID        | 姓名   | 入队日期   |
| ---- | --------- | ------ | ---------- |
| 中国 | Accerio   | 何振宇 | 2019-02-19 |
| 中国 | NealxTT   | 黄继飞 | 2019-02-19 |
| 中国 | Ni9ma     | 邹孟言 | 2019-02-19 |
| 中国 | ShanD1anX | 黄锋云 | 2018-05-18 |
| 中国 | ShiNiu    | 管绍哲 | 2018-07-11 |
| 中国 | Zong      | 王靖宇 | 2019-02-19 |

### 管理层
| 国籍     | ID        | 姓名   | 职位 |
| -------- | --------- | ------ | ---- |
| 大韩民国 | Demon     | 张译   | 经理 |
| 中国     | uncle.Sun | 孙斌超 | 教练 |
| 中国     | EvoLee    | 李嘉荣 | 领队 |